# Анна Мария фон Бранденбург-Ансбах
Анна Мария фон Бранденбург-Ансбах (на немски: Anna Maria von Brandenburg-Ansbach, * 28 декември 1526 в Ягерндорф, † 20 май 1589 в Нюртинген) е принцеса от Бранденбург-Ансбах и чрез женитба херцогиня на Вюртемберг.
Тя е най-възрастната дъщеря на маркграф Георг фон Бранденбург-Ансбах (1484–1543) от род Хоенцолерн и втората му съпруга Хедвиг (1508–1531), дъщеря на херцог Карл I фон Мюнстерберг.
Анна Мария се омъжва на 24 февруари 1544 г. в Ансбах за херцог Христоф фон Вюртемберг (1515–1568). Тя управлява дворцовата аптека и обслужва нуждаещите се безплатно.
След смъртта на нейния съпруг тя изпада в депресия и 20 години живее в двореца Нюртинген. На 45 години тя се влюбва в много младия ландграф Георг фон Хесен-Дармщат, който по-късно става неин зет. След това тя е обявена за слабоумна и е поставена под запрещение.
Погребана е в манастирската църква „Св. Георг“ в Тюбинген.

## Деца
Анна Мария и Кристоф фон Вюртемберг имат децата:
- Еберхард (1545–1568), наследствен принц на Вюртемберг
- Хедвига (1547–1590)

∞ 1563 ландграф Лудвиг IV фон Хесен-Марбург (1537–1640)
- Елизабет (1548–1592)

∞ 1. 1568 граф Георг Ернст фон Хенеберг-Шлойзинген (1511 – 1583)
∞ 2. 1586 пфалцграф Георг Густав фон Велденц-Лаутерекен (1564–1634)
- Сабина (1549–1581)

∞ 1566 ландграф Вилхелм IV фон Хесен-Касел (1532–1592)
- Емилия (1550–1589)

∞ 1578 пфалцграф Райхард фон Зимерн (1521–1598)
- Елеонора (1552–1618)

∞ 1. 1571 княз Йоахим Ернст I фон Анхалт (1536–1586)
∞ 2. 1589 ландграф Георг I фон Хесен-Дармщат (1547–1596)
- Лудвиг (1554–1593), херцог на Вюртемберг
- Максимилиан (1556–1557)
- Улрих (*/† 1558)
- Доротея Мария (1559–1639)

∞ 1582 пфалцграф Ото Хайнрих фон Зулцбах (1556–1604)
- Анна (1561–1616)

∞ 1. 1582 херцог Йохан Георг от Олава (1552–1592)
∞ 2. 1594 херцог Фридрих IV фон Лигниц (1552–1596)
- София (1563–1590)

∞ 1583 херцог Фридрих Вилхелм I фон Саксония-Ваймар (1562–1602)